# Galeodes smirnovi
Galeodes smirnovi är en spindeldjursart som beskrevs av J. Birula 1937. Galeodes smirnovi ingår i släktet Galeodes och familjen Galeodidae. Inga underarter finns listade i Catalogue of Life.